# Chrysobothris dorbignyi
Chrysobothris dorbignyi es una especie de escarabajo del género Chrysobothris, familia Buprestidae. Fue descrita científicamente por Gory en 1841.